# Lijst van afleveringen van Johnny Test
Dit is de lijst van afleveringen van de geanimeerde serie Johnny Test.
Bijna alle afleveringen hebben 'Johnny' in hun titel.

## Seizoen 1: 2005-2006
| Lijst van afleveringen van Johnny Test seizoen 1. |                   |                                                | |
| Afl.                                              | Lanceerdatum      | Titel                                          | Beschrijving |
| 1a                                                | 17 september 2005 | "Johnny to the Center of the Earth"            | Dingen verdwenen mysterieus onder de grond, Johnny en Dukey geloven dat de "molmensen" hierachter zitten. Wanneer Johnny per ongeluk de camera van zijn vader verliest, moet hij naar het centrum van de aarde, om de camera terug te halen, voor etenstijd, of hij zal huisarrest krijgen. (Parodie op Journey to the Center of the Earth)                                |
| 1b                                                | 17 september 2005 | "Johnny X"(JX1)                                | Johnny & Dukey worden superhelden om Gil te redden, die Susan & Mary in een gorilla hebben veranderd. (Parodie op The X's) |
| 2a                                                | 24 september 2005 | "Johnny vs. Bling-Bling Boy"                   | Bling-Bling Boy heeft een apparaat gestolen, en Johnny moet het terughalen voor etenstijd. (Parodie op Bling Bling) |
| 2b                                                | 24 september 2005 | "Johnny Impossible"                            | Kan Johnny een baseball terughalen die hij in het huis van een oude man heeft gegooid. (Parodie op Mission: Impossible) |
| 3a                                                | 1 oktober 2005    | "Johnny Test: Party Monster"                   | Susan & Mary hebben een feestje en gebruiken een apparaat op Johnny, zodat hij er goed zou uitzien en dus alle meisjes op hem afkomen. Maar Johnny verandert in een monster. (Parodie op Monsters, Inc.) |
| 3b                                                | 1 oktober 2005    | "Johnny Test: Extreme Crime Stopper"           | The Extreme Teen Team zijn bezig en Johnny moet ze stoppen. (Parodie op 'Extreme Villain Stopper') |
| 4a                                                | 8 oktober 2005    | "Deep Sea Johnny"                              | Johnny gebruikt een uitvinding om te kunnen ademen onder water, maar het kan ook omgekeerd, en dat gebeurt: haaien, octopussen, .. beginnen op het land te lopen op het strand. (Parodie op Deep Sea 3D) |
| 4b                                                | 8 oktober 2005    | "Johnny and the Amazing Turbo Action Backpack" | Bling-Bling Boy steelt een rugzak & Johnny moet het terug krijgen, omdat Susan & Mary het willen showen op een school wetenschapsbeurs. (Parodie op 'Ready for Action') |
| 5a                                                | 29 oktober 2005   | "Johnny and the Ice Pigs"                      | Johnny keert terug in de tijd om alle legendes naar zijn tijd te halen, om een hockeyteam samen te stellen om de Ice Pigs te helpen met winnen. (Parodie op Ice Princess) |
| 5b                                                | 29 oktober 2005   | "Johnny’s House of Horrors"                    | Johnny laat de lijst met favoriete dingen uitkomen, alhoewel dat dacht hij, in echt is het de lijst met de minst favoriete dingen. Om het nog erger te maken, komt de baas van Johnny's Ma langs. (Parodie op The Haunted Mansion) |
| 6a                                                | 5 november 2005   | "Johnny’s Super Smartypants"                   | Johnny draagt een broek waarvan hij slim wordt om het hart van een slim meisje te winnen, Janet Nelson Jr. Maar later begint de broek op zichzelf te denken. (Parodie op Get Smart) |
| 6b                                                | 5 november 2005   | "Take Your Johnny to Work Day"                 | Johnny gaat stiekem mee met Susan & Mary naar "Neem je docheter naar het werk dag", omdat hij het niet eerlijk vindt dat de meisjes vrijaf hebben, en dat de jongens naar school moeten. Maar de kids gaan naar Ma's werkplaats en lanceren per ongeluk een raket, en bovendien moeten ze Johnny nog thuis krijgen voor dat Ma & Pa thuiskomen. (Parodie op 'Get to work') |
| 7a                                                | 12 november 2005  | "Johnny and the Mega Roboticles"               | Johnny brengt een speelgoed, Nasteria, tot leven. Maar het beslist om Porkbelly te vernietigen. Nu moet Johnny de slechte actie-pop stoppen, door middel van zijn vijand, Mega Roboticle. (Parodie op 'Joni and the Robots') |
| 7b                                                | 12 november 2005  | "Johnny Gets Mooned"                           | Johnny steelt een raket die zijn zussen hebben gevonden om naar de maan te gaan, zodat hij zijn werkstuk kan afmaken. Onverwacht vecht hij dan tegen aliens, en red enkele astronauten van Canada. (Parodie op 'Survive the moon') |
| 8a                                                | 19 november 2005  | "Johnny Hollywood"                             | Johnny gebruikt een gadget om in en film mee te spelen, The Quickest and the Monkiest. Maar wat gebeurt er als het vastloopt, en als de film een slecht einde heeft. (Parodie op Hollywood) |
| 8b                                                | 19 november 2005  | "Johnny's Turbo Time Rewinder"                 | Johnny's zussen vinden een tijd-herwinder uit, zodat je 5 minuten terug in de tijd kan. En ze gebruiken hem om Johnny in de problemen te brengen. Hij probeert hem te stelen, maar dat mislukt ook, dus hij krijgt er een van Bling Bling Boy. (Parodie op 'A Universal Remote control')                                                                                   |
| 9a                                                | 26 november 2005  | "Return of Johnny X (JX2)"                     | Johnny wordt weer Johnny X, om Bling Blings laatste uitvinding neer te halen, de Repto-snijder. (Parodie op alweer The X's) |
| 9b                                                | 26 november 2005  | "Sonic Johnny"                                 | Johnny & Dukey proberen Susan en Mary's ultieme scooter uit, en worden door een ongeluk gezocht in de toekomst. (Parodie op Sonic X) |
| 10a                                               | 11 februari 2006  | "Dog Days of Johnny"                           | Susan & Mary steken een apparaat op Dukey, die hem alles laat doen dat zij bevelen. Nu moet Johnny zijn zussen stoppen, en zijn beste vriend terug krijgen (Parodie op 'Doggy day') |
| 10b                                               | 11 februari 2006  | "Johnny's Pink Plague"                         | Johnny gebruikt een apparaat om iedereen te bevrijden van zits. Maar wat gebeurt er als Johnny te weten komt dat het apparaat instabiel is. (Parodie op Barnacles) |
| 11a                                               | 18 februari 2006  | "Johnny's Extreme Game Controller"             | Johnny gebruikt zijn game-controller om mensen te "controlen". Maar de vader van Johnny krijgt het in handen, zonder dat hij weet hoe het werkt. (Parodie op GameBoy) |
| 11b                                               | 18 februari 2006  | "Li'l Johnny"                                  | Johnny laat zichzelf en Dukey per ongeluk krimpen naar een sub-atomisch universum, terwijl hij bezig was al zijn speelgoed te laten krimpen. (Parodie op Little Ant) |
| 12a                                               | 22 juli 2006      | "Johnny vs. Brain Freezer"                     | Een jongen op Susan & Mary's school wordt een slechterik genaamd "Brain Freezer". Nu moet Johnny hem tegenhouden, en alles ontdooien. (Parodie op 'Brain ache') |
| 12b                                               | 22 juli 2006      | "Johnny's Big Snow Job"                        | Johnny gebruikt een apparaat in Susan & Mary's lab om het buiten te laten sneeuwen. Maar wat gebeurt er wanneer de stad "oversneeuwd" raakt? (Parodie op Snow Day) |
| 13a                                               | 29 juli 2006      | "Saturday Night's Alright for Johnny"          | Johnny probeert een perfecte zaterdag te houden, maar Sissy verpest het telkens. Dan gebruikt Johnny Susan & Mary's Zaterdagherhalermachine om het opnieuw te proberen. (Parodie op 'Saturday Night') |
| 13b                                               | 29 juli 2006      | "Johnny and the Attack of the Monster Truck"   | Eugene brengt een levende monster-truck naar het huis van de Tests, het loopt mis als Eugene de monstertruck schopt omdat het niet Susans hart wint. Nu wil de monstertruck alle monstertrucks vernietigen. Nu moet Johnny uitzoeken hoe hij het moet stoppen. (Parodie op 'Monster truck')                                                                                |

## Seizoen 2: 2006-2007
| Lijst van afleveringen van Johnny Test seizoen 2. |                                          |                                      | |
| Afl.                                              | Lanceerdatum                             | Titel                                | Beschrijving |
| 14a                                               | 28 oktober 2006                          | "Hoist the Johnny Roger"             | Johnny & Dukey moeten een pathetische piraat helpen, GeenBaard, zijn broer, Blackbeard, neer te halen, en helpen indruk te maken op zijn vader, Greybeard. |
| 14b                                               | 28 oktober 2006                          | "Johnny's Turbo Toy Force"           | Een slechte speelgoedmaker, Wacko, geeft aan alle kinderen op Porkbelly een robot. De gang krijgt assistentie van de Turbo Toy Force. |
| 15a                                               | 4 november 2006                          | "JTV"                                | Johnny start zijn eigen televisiekanaal, op een kanaal waar alleen noodgevallen en tests werden getoond. Maar een beetje later is het kanaal nodig voor het leger, voor een noodgeval. |
| 15b                                               | 4 november 2006                          | "Johnny vs. Bling-Bling Boy 2"       | Johnny & Bling Bling Boy zijn veranderd in tweejarigen, en ze moeten elkaar verslaan in hun jonge leeftijd. |
| 16a                                               | 11 november 2006                         | "Johnnyland"                         | Johnny maakt een pretpark genaamd Johnnyland in zijn tuin. Maar de bouwrobots willen het later niet afbreken. |
| 16b                                               | 11 november 2006                         | "Johnny's Got a Brand New Dad"       | Johnny, Dukey, Susan, en Mary maken een nieuwe vader. Ze maken een nieuwe, omdat de ander altijd NEE zegt. Maar wanneer de nieuwe vader wordt blootgesteld aan het plutonium dat hij ging halen voor Susan & Mary, begint het aardig mis te lopen. |
| 17a                                               | 18 november 2006                         | "Johnny Mint Chip"                   | Johnny, Dukey, & de zussen gaan naar een ijsjesfabriek, om het recept te krijgen voor het 'mint chip ijs', waarvan Johnny & Dukey niet kunnen mee stoppen van te eten. |
| 17b                                               | 18 november 2006 and new episode in 2008 | "Truth be johnny"                    | Johnny vs Bling Bling |
| 18a                                               | 3 december 2006                          | "Johnny's Pet Day"                   | Dukey wordt jaloers als Johnny de Repto-Snijder mee neemt naar school voor dierendag, en niet hem. |
| 18b                                               | 3 december 2006                          | "Phat Johnny"                        | Een ongeluk in het laboratorium van Eugene zorgt ervoor dat Johnny ook overgewicht heeft. Johnny gebruikt zijn gewicht om rapper te worden, en om een videogame te krijgen die hij wil. Maar dan komt het karma achter hem, en verpest het gebeuren. |
| 19a                                               | 10 december 2006                         | "The Revenge of Johnny X (JX3)"      | Johnny & Dukey moeten Susan van Bling-Bling Boy redden in de vorm van Johnny X & Super Hond. Wat ze eigenlijk nog niet weten, is dat ze niet wil gered worden, omdat Bling-Bling Boy ze heeft meegenomen op een cruise met een zwembad, film-theater, anti-zwaartekracht kamer, video game-zaal, en haar favoriete restaurants & nog luxe dingen.            |
| 19b                                               | 10 december 2006                         | "The Enchanted Land of Johnnia"      | Johnny & Dukey maken een regendag saaiheid mee, en gebruiken een van de apparaten van hun zussen, denkend dat het een inter-dimenionaal reismachine is. En ze belanden in een land genaamd Johnnia. (Parodie op The Chronicles of Narnia). |
| 20a                                               | 17 januari 2007                          | "101 Johnnies"                       | Johnny maakt 100 robot klonen om zijn klussen voor hem te doen, maar de robots werken niet goed. |
| 20b                                               | 17 januari 2007                          | "Johnny Zombie Tea Party"            | Johnny brengt Porkbelly's vinders terug tot leven, om hem te helpen met zijn opstel. |
| 21a                                               | 24 februari 2007                         | "Johnny Test in Black & White"       | Johnny & Dukey krimpen zichzelf, en eindigen in Mr. Zwarts maag & brein, om hem te laten vergeten wat De generaal vertelde over het laten bespioneren van Susan, May, Johnny & Dukey, om gevaarlijke experimenten te doen. |
| 21b                                               | 24 februari 2007                         | "Johnny the Kid"                     | Johnny gaat naar een stoere mannen-plaats met motorrijdende repo-mannen. (De motorrijders zijn parodieën op de Hell's Angels.) |
| 22a                                               | 3 maart 2007                             | "Downhill Johnny"                    | Johnny gaat naar de Behemoth, het ultieme bergafwaartse ski resort. Hij moet alleen een weg vinden om bergafwaarts te kunnen gaan wanneer de Ski Kapitein geen kinderen laat gaan. |
| 22b                                               | 3 maart 2007                             | "Johnny Meets the Pork-Ness Monster" | Het is een hete dag, en de familie Test kan geen plaats vinden waar ze kunnen afkoelen, en nat worden. Ze gaan naar het Porkness Meer waar een gerucht over gaat dat er de hele tijd een monster zit, die het overleefd heeft toen de dinosaurussen werden uitgeroeid. Susan & Mary geloven dat dat een mythe is, en om het te bewijzen gaan ze in het meer. |
| 23a                                               | 21 april 2007                            | "Johnny X Strikes Back (JX4)"        | Vijf slechteriken wie eerder al werden verslagen door Johnny (Wacko, The Bee Keeper, Brain Freezer, Mr. Mittens & Albert the butler), gaan samenwerken en kidnappen Johnny. Nu is het aan Susan, Mary, Dukey, Bling-Bling, Gil en Bumper om hem te redden.                                                                                                   |
| 23b                                               | 21 april 2007                            | "Johnny vs. Super Soaking Cyborgs"   | While Johnny is trying to defeat Sissy in a soaking contest, the girls get inspired to build robots which have traits kind of like Gil. Later, the robots discover the girls' crush on Gil and become jealous, destroying everything in their path. |
| 24a                                               | 28 april 2007                            | "00-Johnny"                          | Tim Burnout steelt de blauwdrukken van de meisjes hun originele plan, voor een alternatieve Dukey, maar het gaat dan wel om een kat, Mr. Mittens. Maar hij wordt slecht en nu is het aan Johnny & Dukey om hem te stoppen. (Parodie van de James Bond films)                                                                                                 |
| 24b                                               | 28 april 2007                            | "Johnny of the Jungle"               | Op een schoolreisje naar de zoo, met Dukey verkleed als Johnny's vader, willen ze dieren helpen naar hun thuisland helpen, Afrika. |
| 25a                                               | 5 mei 2007                               | "Johnny Vs. Smash Badger 3"          | Terwijl het uitzoeken van cheat codes voor zijn video game, laat Johnny per ongeluk Smash Badger ontsnappen. (een parodie op Crash Bandicoot). |
| 25b                                               | 5 mei 2007                               | "Johnny Bee Good"                    | De Bee Keeper steelt al het snoep in Porkbelly en het is aan Johnny, Dukey, en de meisjes om hem te stoppen. |
| 26a                                               | 12 mei 2007                              | " The Good, the Bad & the Johnny"    | Om Johnny's regelmatig slechte gedrag te controleren, splitsen de meisjes de slechte genen van hem, om hem 100% goed te maken. Maar het slechte gen begint dan een levend wezen op zichzelf te worden, zodat er 2 Johnny's zijn, een goeie & een slechte. |
| 26b                                               | 12 mei 2007                              | "Rock-A-Bye Johnny"                  | Dukey houdt Johnny de hele nacht wakker met zijn kussengevechten, en dus gaat Johnny naar zijn zussen om te slapen. Maar Johnny wordt geweigerd, en die veroorzaken slaap bij zijn ouders. |

## Seizoen 3: 2007-2008
| Lijst van afleveringen van Johnny Test seizoen 3. |                   |                                                | |
| Afl.                                              | Lanceerdatum      | Titel                                          | Beschrijving |
| 27a                                               | 22 september 2007 | "Johnny vs. Bling-Bling Boy 3"                 | Wanneer Eugene komt te weten dat Johnny het enige is dat tussen hem en Susan staat. Dus tracht hij Johnny op te sluiten, eens en voor altijd, terwijl Johnny probeert het laatste ingrediënt te vinden voor zijn zussen "Susan-hatende lozenge".                                                                                                   |
| 27b                                               | 22 september 2007 | "Stinkin' Johnny"                              | Johnny wil een hd-tv kopen en de tweeling heeft een belangrijk ingrediënt nodig voor hun experiment. De enige oplossing is dat Johnny meedoet aan een Worstelcompetitie zodat ze € 10.000 kunnen winnen. Dus ze maken voor Johnny een worstelpak die hem de optie zal geven om Stink-Gas uit zijn pak te laten spuiten.                            |
| 28a                                               | 29 september 2007 | "Johnny X and the Attack of the Snowmen (JX5)" | Brain Freezer maakt een leger van sneeuwmannen, en alleen Johnny X kan hem stoppen. |
| 28b                                               | 29 september 2007 | "Johnny vs. Dukey"                             | Nadat Johnny & Dukey Bumper verpakt verzenden, starten ze tegen elkaar te worden, in een spel van "Zeg Oompje". |
| 29a                                               | 6 oktober 2007    | "Here Johnny, Here Boy"                        | Opgescheept met een tekort aan respect, vraagt Dukey aan Mary & Susan om Johnny in een hond te veranderen. Ondertussen veranderen ze zichzelf ook in dieren om liefde te krijgen van Gil. Het loopt mis als de Dierenvanger langskomt en ze vangt.                                                                                                 |
| 29b                                               | 6 oktober 2007    | "Johnny Applesauce"                            | Nadat gehoord te hebben over Amerikaanse helden in Sociale Studies klas, beslist Johny om zijn klasgenoten te helpen bij het terugbrengen van Appelsaus als een optie, nadat de Lunch Dame het weg heeft gehaald. |
| 30a                                               | 13 oktober 2007   | "Johnny'mon"                                   | Na het getransporteerd zijn naar de Tinymon Wereld, zitten Johnny & Dukey er vast. En ze moeten Blast Ketchup verslaan, en zijn Tinymon Kadoomerang, om terug naar huis te kunnen. (Parodie op Pokémon.) |
| 30b                                               | 13 oktober 2007   | "Bath Time for Johnny"                         | Johnny weigert om zich te wassen, en Johnny's familie dwingt hem om zich te wassen. Ondertussen is Dukey boos omdat hij denkt dat Johnny zijn verjaardag is vergeten. |
| 31a                                               | 3 november 2007   | "Johnny Test: Monster Starter"                 | Mr. Zwart and Mr. Wit vragen Susan & Mary om een nieuw wapen te maken, dus de 2 maken een helm die je de mogelijkheid heeft om dingen te beheren met je gedachten. Maar het loopt mis als het blijft zitten op Johnny's hoofd, en zijn obsessie met een nieuwe video-game nu maken een ongeanimeerd object dat hij ziet veranderen in een monster. |
| 31b                                               | 3 november 2007   | "Johnny Holiday"                               | Johnny is opgezet met het feit dat de Feestdagen nog lang op zich moeten laten wachten, om veel snoep te kunnen hebben. Dus Johnny begint zijn eigen feestdag: "Kids Krijgen Gratis Snoep Dag". En dus probeert hij dan gratis snoep te verspreiden.                                                                                               |
| 32a                                               | 10 november 2007  | "Coming to a Johnny Near You"                  | Wanneer Dukey hoe het verhaal alles kan beter laten lijken, overtuigd Kohnny zijn zussen om een realistische megafoon te maken, maar die werkt niet. |
| 32b                                               | 10 november 2007  | "When Johnny Comes Marching"                   | Johnny koopt een video game die blijkt een blijkt een militair plot te zijn voor een elite team van super-soldaten. En hij moet met ze meegaan om te vechten tegen een groep apostate penguins, die hun huis verliezen aan de opwarming van de Aarde.                                                                                              |
| 33a                                               | 1 december 2007   | "Johnnyitis"                                   | Johnny drinkt een onstabiele isotoop zodat hij ziek kan worden, en dus niet hoeft te studeren voor een toets op school. Maar niet alleen de isotoop geeft hem rode spotten en een paarse tong, als hij niet beter wordt binnen de 4 uur kan hij hard gaan hoesten, en misschien zelfs exploderen.                                                  |
| 33b                                               | 1 december 2007   | "Johnny Mustache"                              | Johnny gebruikt een uitvinding van zijn zussen om een snor te krijgen, zodat hij kan gaan kijken naar volwassenen-films. Maar Bling Bling Boy wil dat Johnny de uitvinding op hem gebruikt. Maar Johnny schiet te veel op Bling Bling Boy, waardoor hij lijkt op een monster uit een film.                                                         |
| 34a                                               | 15 december 2007  | "Johnny Fu"                                    | Wanneer Bumper Kung-fu-moves gebruikt om school over te nemen. Johnny vraagt aan Dukey Kung-fu advies, maar zonder resultaat. |
| 34b                                               | 15 december 2007  | "Johnny Escape From Bling Bling Island"        | Johnny & Dukey zitten op Bling Bling Eiland om Susan & Mary's gestolen schoenen terug te halen. |
| 35a                                               | 26 januari 2008   | "Johnny's Monkey Business"                     | Susan & Mary moeten Lolo weg halen van Johnny & Dukey om testen te doen, terwijl Johnny voordeel uit haar haalt. |
| 35b                                               | 26 januari 2008   | "Johnny Bench"                                 | Johnny moet een bank maken voor de les Hout, of hij moet naar zomer school. |
| 36a                                               | 26 januari 2008   | "Johnny Long Legs"                             | Johnny doet een spinnen-DNA experiment voor zijn zussen, maar wanneer de vader Johnny beveelt normaal te worden, maakt Susan per ongeluk een fout, en wordt Johnny een echte spin. Nu moet Dukey Johnny redden uit de handen van Bumper. |
| 36b                                               | 2 februari 2008   | "Johnny Test in Outer Space"                   | Terwijl Johnny zoekt naar leven op andere planeten, ontmoet hij de leider van planeet Vegadon, die de Aarde wil vernietigen door alle natuurelementen weg te halen. |
| 37a                                               | 16 februari 2008  | "Johnny Kart Racing"                           | Alles wat Johnny & Dukey willen is een simpele wielerwedstrijd tussen hen 2. Maar iedereen doet opeens mee aan de race. (Parodie op Wacky Races.) |
| 37b                                               | 16 februari 2008  | "Johnny Smells Good"                           | Johnny & Dukey testen een parfum experiment en nu is iedereen aangetrokken door hen. Ze gebruiken het voor eigen gemak, maar ze verliezen de controle. |
| 38a                                               | 23 februari 2008  | "Return of Johnny'mon "                        | Wanneer Blast Ketchup zijn wraak krijgt, zuigt hij Johnny's vader erin, proberend om Johnny erin te zuigen. Denkend dat hij een van Johnny's TimyMons is, vangt hij hem. Johnny, Dukey, Susan, en Mary moeten hem tegenhouden. Om er weer uit te kunnen moeten ze een wedstrijd winnen tegen Blast. (Parodie op Pokémon.)                          |
| 38b                                               | 23 februari 2008  | "Johnny Dukey Doo"                             | Wanneer een hotel bespookt wordt door een spook, brengen Susan & Mary, Johnny, Dukey en Gil in het huis om te bewijzen dat de spoken vals zijn. (Parodie op Scooby Doo.) |
| 39a                                               | 1 maart 2008      | "Johnny X: A New Beginning (JX6)"              | Het is tijd voor de Aarde Dag Carnaval, en Johnny moet de Evil Force 5 stoppen. (met Zizrar die de Beekeeper vervangt). |
| 39b                                               | 1 maart 2008      | "Johnny X: The Final Ending (JX6)"             | Volgt direct op de gebeurtenissen van "JX6: A New Beginning". Dark Vegan keert terug naar Aarde om het te vernietigen met een geüpgradede Armada. Dark Vegan met zijn geüpgradede Armada, snijdt de bomen (het oxygen weghalen) en zuigt al het water weg van Aarde.                                                                               |

## Seizoen 6 (2013-14)
| Nr. | Titel                                  | Directeur | Schrijvers                | Uitzenddatum (VS) | Uitzenddatum (NL/VE) |
| --- | -------------------------------------- | --------- | ------------------------- | ----------------- | -------------------- |
| 1   | Johnny on the Clock                    | John Lei  | Nathan Knetchel           | 23 april 2013     | 24 november 2013     |
| 1   | Johnny X-Factor                        | John Lei  | Scott Fellows             | 30 april 2013     | 24 november 2013     |
| 2   | Johnny Vets Dukey                      | John Lei  | Keith Wagner              | 7 mei 2013        | 11 november 2013     |
| 2   | Johnny's #1 Fan                        | John Lei  | Rick Groel                | 14 mei 2013       | 11 november 2013     |
| 3   | How to Train Your Johnny               | John Lei  | Neal Dusedau              | 21 mei 2013       | 12 november 2013     |
| 3   | Johnny and Clyde                       | John Lei  | Nick Confalone            | 28 mei 2013       | 12 november 2013     |
| 4   | Johnny's Super Massive Kart Wheelies 7 | John Lei  | Mark Fellows              | 4 juni 2013       | 13 november 2013     |
| 4   | Smooth Talkin' Johnny                  | John Lei  | Marcy Brown, Dennis Haley | 11 juni 2013      | 13 november 2013     |
| 5   | Johnny and the Beanstalk               | John Lei  | Dan Serafin               | 18 juni 2013      | 14 november 2013     |
| 5   | Johnny and Bling Bling Bond Bond       | John Lei  | Keith Wagner              | 25 juni 2013      | 14 november 2013     |
| 6   | Johnny's Got Talent                    | John Lei  | Brad Birch, Sean Jara     | 2 juli 2013       | 15 november 2013     |
| 6   | Johnny's Rough Around the Hedges       | John Lei  | Rick Groel                | 9 juli 2013       | 15 november 2013     |
| 7   | Johnny's Head in the Clouds            | John Lei  | Nathan Knetchel           | 16 juli 2013      | 18 november 2013     |
| 7   | Stop in the Name of Johnny             | John Lei  | Ethan Banville            | 23 juli 2013      | 18 november 2013     |
| 8   | Johnny Opposite                        | John Lei  | Marcy Brown, Dennis Haley | 30 juli 2013      |                      |
| 8   | Johnny on the Job                      | John Lei  | Neal Dusedau, Dan Serafin | 13 augustus 2013  |                      |
| 9   | Johnny's 100th Episode                 | John Lei  | Scott Fellows             | 20 augustus 2013  | 2 december 2013      |
| 9   | Johnny's Next Episode                  | John Lei  | Scott Fellows             | 27 augustus 2013  | 2 december 2013      |
| 10  | Johnny's Supreme Theme                 | John Lei  | Derek Dressler            | 3 september 2013  | 3 december 2013      |
| 10  | Past and Present Johnny                | John Lei  | Neal Dusedau, Dan Serafin | 11 september 2013 | 3 december 2013      |
| 11  | The Sands of Johnny                    | John Lei  | Keith Wagner              | 18 september 2013 | 4 december 2013      |
| 11  | Abominable Johnny                      | John Lei  | Doug Lieblich             | 25 september 2013 | 4 december 2013      |
| 12  | Johnny vs. The Dukenator               | John Lei  | Aaron Barnett             | 2 oktober 2013    | 6 december 2013      |
| 12  | Johnny's Petting Zoo Posse             | John Lei  | Sean Jara                 | 9 oktober 2013    | 6 december 2013      |
| 13  | The Johnny Who Saved Halloween         | John Lei  | Rick Groel                | 16 oktober 2013   | 5 december 2013      |
| 13  | Johnny's Zombie Bomb                   | John Lei  | Nick Confalone            | 23 oktober 2013   | 5 december 2013      |
| 14  | Johnny's New Super Mega Villain        | John Lei  | Ethan Banville            | 30 oktober 2013   | 25 februari 2014     |
| 14  | Johnny in Charge                       | John Lei  | Sean Jara                 | 6 november 2013   | 24 februari 2014     |
| 15  | Johnny Unplugged                       | John Lei  | Mark Fellows              | 13 november 2013  | 27 februari 2014     |
| 15  | Johnny's Monster Mash                  | John Lei  | Dan Serafin               | 20 november 2013  | 26 februari 2014     |
| 16  | Johnny's Chipmunk Chit Chat            | John Lei  | Rick Groel                | 4 december 2013   | 3 maart 2014         |
| 16  | A Picture's Worth 1000 Johnnies        | John Lei  | Keith Wagner              | 8 januari 2014    | 28 februari 2014     |
| 17  | Dial J for Johnny                      | John Lei  | Derek Dressler            | 15 januari 2014   | 4 maart 2014         |
| 17  | Road Trip Johnny                       | John Lei  | Ethan Banville            | 21 januari 2014   | 5 maart 2014         |
| 18  | Code Crackin' Johnny                   | John Lei  | Keith Wagner              | 28 januari 2014   | 7 maart 2014         |
| 18  | Johnny Goes Viral                      | John Lei  | Nick Confalone            | 4 februari 2014   | 6 maart 2014         |
| 19  | FrankenJohnny                          | John Lei  | Keith Wagner              | 11 februari 2014  | 11 maart 2014        |
| 19  | Johnny Express                         | John Lei  | Ethan Banville            | 18 februari 2014  | 10 maart 2014        |
| 20  | Crash Test Johnny                      | John Lei  | Derek Dressler            | 25 februari 2014  | 12 maart 2014        |
| 20  | Johnny's Junky Trunk                   | John Lei  | Sean Jara                 | 4 maart 2014      | 13 maart 2014        |
| 21  | Super Johnny Action Federation         | John Lei  | Ethan Banville            | 11 maart 2014     | 14 maart 2014        |
| 21  | Gil-Stopping Johnny                    | John Lei  | Rick Groel                | 23 april 2014     | 17 maart 2014        |
| 22  | Johnny with a Chance of Meatloaf       | John Lei  | Keith Wagner              | 30 april 2014     | 18 maart 2014        |
| 22  | It's Easter, Johnny Test!              | John Lei  | Dan Serafin               | 9 april 2014      | 19 maart 2014        |
| 23  | Future Johnny                          | John Lei  | Derek Dressler            | 14 mei 2014       | 20 maart 2014        |
| 23  | Dukey See Johnny Do                    | John Lei  | Sean Jara                 | 25 december 2014  | 21 maart 2014        |
| 24  | Hair's Johnny                          | John Lei  |                           | 25 december 2014  | 24 maart 2014        |
| 24  | Johnny's Hungry Games                  | John Lei  |                           | 25 december 2014  | 25 maart 2014        |
| 25  | Tiny Johnny                            | John Lei  |                           | 25 december 2014  | 26 maart 2014        |
| 25  | Johnny Goes Gaming                     | John Lei  |                           | 25 december 2014  | 27 maart 2014        |
| 26  | The Last Flight of Johnny X            | John Lei  |                           | 25 december 2014  | 28 maart 2014        |
| 26  | Johnny's Last Chapter                  | John Lei  |                           | 25 december 2014  | 31 maart 2014        |